# عذاب قبر
براساس احادیث اسلامی وقرانی، عذاب قبر یا عذاب برزخ سختی‌ها و فشارهایی است که انسان پس از مرگ و وارد شدن به عالَم بَرزخ با آنها مواجه می‌شود. کیفیت و چگونگی فشار قبر تا حد زیادی مشخص نیست؛ برخی آن را فشار بر جسم دفن‌شده در خاک می‌دانند و برخی بر روح و بدن برزخی. عذاب قبر اقسام مختلفی دارد که یکی از آنها فشار قبر است. آیات قرآن و روایات اهل بیت بخشی از مسائل مرتبط با آن را بازگو کرده‌اند، در روایتی از امام صادق نقل شده 
که عذاب قبر برای کسانی است که ذلت را می پذیرند.
البته بعضی از افراد میگویند عذاب قبر برای همه ی مسلمانان است.

## حدس و گمان برای ریشه یابی
گلدزیهر، در یکی از چندین مواردی که تاثیر اعتقادات ایرانی در احادیث و متون فقهی اسلامی ذکر می کند، فضیلت قرائت و خواندن متون مقدس به ویژه قرآن و عمل قرآن‌خوانی شیعیان در مراسم سوگواری برای شادی روح فرد درگذشته است که این کار را قابل قیاس با کار زرتشتیان برای بخشش گناهان درگذشتگان و زندگان می داند. دانشنامهٔ اسلام مفهوم برزخ و عذاب قبر را تحت تأثیر یهودیت می‌داند و به بخشی‌هایی از عهد عتیق مانند مزامیر داود که در آن عالمی مانند برزخ توصیف شده‌ است اشاره می‌کند.

## در منابع اسلامی
اگرچه قرآن به صراحت به این موضوع اشاره نمی‌کند، در احادیث موضوع عذاب قبر در عالم برزخ با جزئیات فراوان توصیف شده‌است. براساس این احادیث، فرد پس از مرگ در مورد عقاید و اعمالش مورد سؤال قرار می‌گیرد. اگر جوابش مثبت باشد، قبر برای او گسترده‌تر شده و او آرامش می‌یابد. درغیر این صورت، قبر بر او تنگ گشته و عذاب بیشتر می‌گردد.
ایده بر اساس این مفهوم است که مرده در قبر دارای نوعی موجودیت پیوسته و هشیار است. آموزهٔ دو حساب نیز بدین ترتیب ظهور کرد، یکی که در برگیرندهٔ کیفر و برکت است در قبر، و حساب بعدی در قیامت. ایده‌های متعددی در خصوص وقایع رخ دهنده بین مرگ و رستاخیز وجود دارد. قبر باغ بهشتی یا دروازهٔ جهنم است؛ فرشتگانی برای ارواح مؤمنین و فرشتگانی برای کیفر کافران می‌آیند.